# Croton rosmarinoides
Espèce
Croton rosmarinoides est une espèce de plantes à fleurs du genre Croton et de la famille des Euphorbiaceae, présente aux Bahamas et à Cuba.
Il a pour synonymes :
- Croton rosmarinifolius Griseb.
- Oxydectes rosmarinifolia Kuntze